# Joséphine de La Baume
Joséphine de La Baume, född 8 oktober 1984 i Paris, är en fransk skådespelerska, sångare och modell.

## Filmografi (i urval)
- 2011 – Johnny English Reborn
- 2012 – Titanic (2012) (TV-serie)
- 2015 – Au service de la France  (TV-serie)
- 2017 – Madame
- 2020 – Flykten över Pyrenéerna